# Las Vegas Wranglers
Die Las Vegas Wranglers waren ein US-amerikanisches Eishockeyteam aus der ECHL, das in Las Vegas beheimatet war.
Das Team wurde 2003 gegründet und spielte in der Orleans Arena, in der 7.773 Zuschauer Platz finden. In der Saison 2004/05 betrug der Zuschauerschnitt mehr als 5.100 Personen. In der Saison 2007/08 erreichten die Wranglers erstmals das Finale um den Kelly Cup, in dem sie den Cincinnati Cyclones in der Best-of-Seven-Serie mit 2:4 unterlagen.
Es kooperierte im Zeitraum von 2003 bis 2009 mit den Calgary Flames und anschließend zwei Jahre mit den Phoenix Coyotes. Die Saison 2014/15 setzte das Team im Spielbetrieb der ECHL aus, da man sich mit der Orleans Arena nicht auf einen neuen Nutzungsvertrag einigen konnte und das Team somit ohne Heimspielstätte war. Da die Suche nach einer neuen Arena auch bis Januar 2015 erfolglos blieb, stelle man den Spielbetrieb endgültig ein.
Als Besonderheit fand jede Saison ein Heimspiel um Mitternacht statt, um auch den vielen Angestellten in den Casinos und anderen Vergnügungsstätten in Las Vegas den Besuch einen Spiels zu erlauben.

## Bekannte Spieler

### NHL-erfahrene Spieler
- 2003–2005 Deryk Engelland (Pittsburgh Penguins, Calgary Flames, Vegas Golden Knights)
- 2003/04 Chris Kenady (St. Louis Blues, New York Rangers)
- 2003/04 Jason McBain (Hartford Whalers, Moskitos Essen (DEL), Revierlöwen Oberhausen (DEL) Skellefteå AIK (SWE))
- 2003/04 Ryan Christie (Dallas Stars, Calgary Flames)
- 2003/04 Mike McBain (Tampa Bay Lightning)
- 2003/04 Dany Sabourin (Calgary Flames, Pittsburgh Penguins)
- 2004/05 Jason Bonsignore (Edmonton Oilers, Tampa Bay Lightning, EHC Biel (NLB), Pelicans Lahti (FIN), Ilves Tampere (FIN))
- 2004/05 Billy Tibbets (Pittsburgh Penguins, Philadelphia Flyers, New York Rangers)

### Spieler in Europa
- 2003/04 Morten Ask (Vålerenga Oslo, SaiPa Lappeenranta)
- 2003/04 Riku Varjamo (Espoo Blues, JyP Jyväskylä, Skellefteå AIK)
- 2004/05 Patrik Nilson (Djurgårdens IF, Mora IK)
- 2004/05 Sébastien Centomo (Helsingfors IFK)

Die Listen sind nicht abschließend